# NGC 6352
NGC 6352 је збијено звездано јато у сазвежђу Олтар које се налази на NGC листи објеката дубоког неба.
Деклинација објекта је - 48° 25' 20" а ректасцензија 17h 25m 29,2s. Привидна величина (магнитуда) објекта NGC 6352 износи 7,8. NGC 6352 је још познат и под ознакама GCL 64, ESO 228-SC3.